# Anna Wysokińska
Anna Wysokińska, z d. Baranowska (ur. 17 czerwca 1987 we Wrocławiu) – była polska piłkarka ręczna, występująca na pozycji bramkarki, mistrzyni Polski i reprezentantka kraju, uczestniczka mistrzostw świata oraz mistrzostw Europy.

## Kariera zawodnicza
Jej pierwszym klubem był Vitaral Jelenia Góra, następnie występowała w SMS Gliwice, Łącznościowcu Szczecin i SPR Lublin, z którym zdobyła mistrzostwo Polski w 2010, wicemistrzostwo Polski w 2011, brązowy medal mistrzostw Polski w 2012, a także Puchar Polski w 2010 i 2012. Następnie wyjechała do Niemiec – w sezonie 2012/13 występowała w II-ligowym Unionie Halle-Neustadt, a w latach 2013–2015 była zawodniczką bundesligowego BBM Bietigheim. Zawodniczą karierę zakończyła w tureckim Yenimahalle Belediyesi, w barwach którego wywalczyła mistrzostwo oraz Superpuchar Turcji.
W 2005 r. z reprezentacją Polski wystąpiła na młodzieżowych mistrzostwach świata. W kadrze seniorskiej zadebiutowała 4 czerwca 2011 w meczu eliminacji mistrzostw świata przeciwko Danii. Wystąpiła na mistrzostwach świata w 2013 i 2015, zajmując dwukrotnie 4. miejsca. Łącznie w kadrze narodowej zagrała w 47 oficjalnych spotkaniach międzypaństwowych.

## Sukcesy
- Mistrzostwa Polski:
  -  2010
  -  2011
  -  2012
- Puchar Polski:
  -  2010, 2012
- Mistrzostwa Turcji:
  -  2016
- Akademickie mistrzostwa Europy:
  -  2010
- Akademickie mistrzostwa świata:
  -  2012
- Mistrzostwa Świata:
  - 4. miejsce (2013, 2015)

## Życie osobiste
Jest żoną piłkarza ręcznego Michała Wysokińskiego. Jej młodsza siostra Aleksandra również jest piłkarką ręczną, występującą na pozycji bramkarki.